# Pandanus lateralis
Pandanus lateralis är en enhjärtbladig växtart som beskrevs av Ugolino Martelli. Pandanus lateralis ingår i släktet Pandanus och familjen Pandanaceae. Inga underarter finns listade.